# جيمس برايس (ملحن)
جيمس برايس (بالدنماركية: James Price)‏ هو ملحن دنماركي، ولد في 20 نوفمبر 1959 في كوبنهاغن في الدنمارك.

## وصلات خارجية
- جيمس برايس على موقع IMDb (الإنجليزية)
- جيمس برايس على موقع ديسكوغز (الإنجليزية)
- جيمس برايس على موقع قاعدة بيانات الفيلم (الإنجليزية)
- جيمس برايس على موقع كينوبويسك (الروسية)